# Sulle orme della Pantera Rosa
Sulle orme della Pantera Rosa (Trail of the Pink Panther) è un film del 1982 diretto da Blake Edwards. Girato negli USA, è l'ultimo capitolo della serie dove appare Peter Sellers nel ruolo dell'ispettore Clouseau. Nel film David Niven e Capucine riprendono i rispettivi ruoli interpretati nel primo capitolo della saga: Sir Charles Lytton/The Phantom e Lady Simone Litton.

## Trama
Nella scena di apertura, l'ispettore capo della Sûreté francese Jacques Clouseau entra in un negozio di parrucche e trucchi, dove gli vengono applicati un naso protesico, una parrucca e una dentiera dal proprietario Auguste Balles. Nel frattempo, un giornalista televisivo riporta la notizia del terzo furto della Pantera Rosa, il diamante più grande del mondo di proprietà della nazione mediorientale del Lugash. L'ispettore capo Dreyfus incontra il commissario Lasorde, che informa il detective che il presidente del Lugash Haleesh ha chiesto personalmente a Clouseau di indagare sul caso. Mentre fuma la pipa nel suo ufficio, Clouseau dà fuoco al suo giornale e distrugge la stanza mentre cerca di spegnere le fiamme. Dreyfus partecipa a una sessione di terapia con uno psichiatra per discutere del suo rinnovato desiderio ossessivo di uccidere Clouseau e porre fine alla loro rivalità di vecchia data. Quella notte, l'inseguitore di Clouseau osserva il suo condominio mentre il maldestro ispettore rovescia la sua spesa sul pavimento dell'atrio. Alla stazione di polizia, l'assistente di Dreyfus, il sergente François Duval, informa il suo superiore che Clouseau intende recarsi a Londra, in Inghilterra, alla ricerca di Sir Charles Litton, noto anche come il "Fantasma", che una volta sospettava come autore di uno dei furti della Pantera Rosa. Sebbene Clouseau sembri non sapere che Litton si è trasferito nel sud della Francia, i due ufficiali decidono di non informarlo.
Sulla strada per l'aeroporto, Clouseau fa esplodere il motore della sua auto mentre tenta di riparare l'accendisigari del cruscotto. Avvolto sotto le bende e una gamba steccata, informa New Scotland Yard di Londra che arriverà in Inghilterra sotto mentite spoglie e si imbarca sull'aereo. Mentre è in volo, Clouseau fatica a usare il bagno e rimane intrappolato in una posizione scomodissima per gran parte del volo. Una volta che l'aereo atterra, i detective di Scotland Yard Alec Drummond e Hugh McLaren stentano ad identificare Clouseau, ma riconoscono l'ispettore quando cade dalle scale del jet.
Nel frattempo, Dreyfus sogna di vivere una vita senza Clouseau e di nuotare in una piscina piena di gelatina. Risvegliato da una telefonata di Drummond, apprende di un possibile attentato libico alla vita di Clouseau, che l'obiettivo si è rifiutato di prendere sul serio, e Drummond lo esorta a rimandare Clouseau a Parigi.
Durante il tentativo di rispondere a una telefonata nella sua stanza d'albergo, Clouseau viene ripetutamente buttato fuori dalla finestra dalla donna delle pulizie e tira fuori il cavo del telefono dalle pareti. Infine, Clouseau riceve istruzioni da Dreyfus di andare nel Lugash, nonostante l'avvertimento di Drummond.
Nel frattempo, il colonnello Bufoni informa il presidente Haleesh che diverse compagnie assicurative hanno già pagato al governo 12 milioni di dollari per il furto della Pantera Rosa e decide di proteggere la reputazione del presidente impedendo l'arrivo di Clouseau. Durante un'altra sessione di terapia, Dreyfus scopre che l'aereo di Clouseau è scomparso nell'oceano. Più tardi, mentre viene intervistato dalla giornalista televisiva investigativa Marie Jouvet, si sforza di mascherare la sua feroce antipatia per Clouseau e la gioia per la sua presunta morte. Marie intervista anche il cameriere cinese di Clouseau, Cato.
Poi trova l'ex assistente di Clouseau, Hercule Lajoy, a bordo di una chiatta fluviale, e apprende i metodi non ortodossi di risoluzione del crimine dell'ispettore. Lajoy la incoraggia a interrogare i criminali che Clouseau ha inseguito ed incarcerato.
Dopo aver visto il primo servizio televisivo di Marie sulla scomparsa di Clouseau, un boss mafioso di nome Bruno Langois incontra altri leader della criminalità organizzata e decide di rintracciare Marie per assicurarsi che Clouseau non venga mai trovato.
Sir Charles Litton, insieme a sua moglie Lady Litton, ex moglie di Clouseau, racconta a Marie di aver incontrato Clouseau 20 anni prima mentre sciava a Cortina d'Ampezzo, in Italia. Descrivendo come la Pantera Rosa sia stata effettivamente presa da un uomo vestito da gorilla a una festa in costume, rivela che lo stesso Clouseau è stato scambiato per il criminale e successivamente arrestato. Nonostante la misteriosa scomparsa del detective, i Litton insistono sul fatto che sia ancora vivo.
Dopo l'incontro, il tassista di Marie è costretto a portarla in una villa isolata per incontrare Bruno, dove lei rifiuta la richiesta del capo della mafia di fermare le sue indagini. Più tardi, Dreyfus rifiuta le richieste di Marie di incriminare Bruno per il suo rapimento, spingendola ad accusare la polizia di sostenere legami corrotti con la mafia. Di conseguenza, rilascia una dichiarazione alla televisione sull'argomento e irrompe nell'appartamento di Clouseau mentre crede che Cato sia in vacanza. Cato esce da un nascondiglio segreto per attaccarla, ma realizza chi è e le racconta dell'educazione di Clouseau in un vigneto francese.
Marie poi parla con il padre malato e smemorato di Clouseau, che ora vive con l'ex nutrice di suo figlio e il cane. Clouseau Senior ricorda come suo figlio è diventato un poliziotto: dopo che l'amore della sua vita ha sposato un altro uomo, Clouseau fallì il suicidio e in seguito si unì alla resistenza durante la seconda guerra mondiale, dove la sua incompetenza gli fece fallire l'attentato su un ponte minato.
Nella relazione finale di Marie sull'argomento, si rifiuta di credere che Clouseau sia morto e suggerisce che si sia nascosto. Mentre piomba su una spiaggia rocciosa da qualche parte in Europa, un gabbiano deposita escrementi sul familiare trench dell'ispettore, mentre egli impreca.

## Produzione
L'attore che ha interpretato l'ispettore capo Jacques Clouseau nelle scene girate dopo la morte di Peter Sellers è stato John Taylor, che ha doppiato Sellers ne Il diabolico complotto del dottor Fu Manchu (1980). La serie della Pantera Rosa doveva includere un nuovo film da girare nel 1980 con Peter Sellers nei panni dell'ispettore capo Jacques Clouseau: Romance of the Pink Panther, che non fu mai realizzato a causa della prematura scomparsa del protagonista Peter Sellers deceduto il 24 luglio 1980, a soli 54 anni, per l'ennesimo attacco di cuore. Per completare questo capitolo della serie, il regista Blake Edwards ha perciò recuperato sette sequenze scartate dai film precedenti, con le quali ha assemblato insieme i primi 40 minuti della pellicola.
- La scena dove Clouseau si dirige nel negozio di travestimenti "Palles" per acquistare un costume da Quasimodo.
- La scena dove Clouseau, nel suo ufficio, legge il giornale e viene a sapere del furto del diamante; poi incendia il suo ufficio a causa del suo sigaro acceso. Questa era una scena scartata dal film La Pantera Rosa colpisce ancora.
- La scena dove Clouseau torna a casa e ha dei problemi con un ascensore; appena uscito dall'ascensore sporca tutto il pavimento con i chicchi di riso (anche se la sequenza del ballo sui chicchi di riso si può vedere in La Pantera Rosa sfida l'ispettore Clouseau).
- La scena dove François accompagna l'ispettore Clouseau all'aeroporto di Parigi; durante il viaggio Clouseau fa scoppiare il motore dell'auto.
- La scena dove Clouseau rimane bloccato nella toilette dell'aereo diretto a Londra.
- La scena in cui Clouseau arriva all'aeroporto di Londra e incontra il sergente Alec Drummond (Colin Blakely) e l'ispettore McCLaren; Clouseau si presenta facendosi chiamare "André Botot, rappresentante di senape di Digione". La scena fu scartata perché l'attore Colin Blakely si mise a ridere per l'improvvisazione di Sellers (oltre che per ragioni di durata del film).
- L'ultima scena, dove Clouseau chiede un'informazione al receptionist del suo albergo di Londra (simile alle analoghe scene in La Pantera Rosa colpisce ancora e La Pantera Rosa sfida l'ispettore Clouseau) e riceve una telefonata da Dreyfus, per poi cercare di prendere un taxi.

L'ultima moglie di Peter Sellers, Lynne Frederick, fece però causa alla produzione del film che aveva utilizzato l'immagine del suo defunto marito. Vinse la causa per circa 1 475 000 dollari.
Blake Edwards ebbe la possibilità di assegnare il ruolo di Clouseau ad un altro attore (si pensò anche a Dudley Moore) e riprendere la serie. Ma fu chiaro che nessuno avrebbe potuto sostituire Peter Sellers con successo.
Il film fu girato contemporaneamente con il sequel Pantera Rosa - Il mistero Clouseau (Curse of the Pink Panther) che inizia esattamente da dove finisce Sulle orme della Pantera Rosa con la prosecuzione delle indagini sulla scomparsa di Clouseau.
David Niven tornò a recitare nel ruolo di Sir Charles Litton, un ruolo che non interpretava da La pantera rosa (1963). Christopher Plummer aveva interpretato Litton in La pantera rosa colpisce ancora (1975). Niven aveva 73 anni quando è apparso in questo film. Egli girò le sue scene per questo film e per Pantera rosa - Il mistero Clouseau (1983) contemporaneamente, a causa della sua cattiva salute. La sua voce era così debole che l'imitatore professionista Rich Little fu assunto per doppiare Niven.